# Urceolina ayacucensis
Urceolina ayacucensis är en amaryllisväxtart som beskrevs av Pierfelice Ravenna. Urceolina ayacucensis ingår i släktet Urceolina och familjen amaryllisväxter. Inga underarter finns listade i Catalogue of Life.